# Bni Sidel Jbel
Bni Sidel Jbel (franska: Bni Sidel Jbel (CR), Bni Sidel Jbel (Commune Rurale), arabiska: بني سيدال لوطا) är en kommun i Marocko.   Den ligger i provinsen Nador och regionen Oriental, i den nordöstra delen av landet, 400 km öster om huvudstaden Rabat. Antalet invånare är 9 623.